# José Atienza y Egido
José Atienza y Egido (Saragossa, ? - Alacant, 12 de febrer de 1911) fou un polític valencià d'origen aragonès. Sembla que era un comerciant saragossà establert a València i després a Alcoi, on hi va establir la fàbrica de teixits "Atienza y Granell", alhora que exportava productes alimentaris a França. Militant del Partit Liberal Fusionista, el 1888 fou escollit diputat a la Diputació d'Alacant pel districte Alcoi-Villena i va ser escollit alcalde d'Alcoi l'1 de gener de 1890 fins al 22 de juny de 1891. Segons el "Diario de Orihuela" fou suspès uns mesos sota l'acusació de malversació de cabals públics. Va ocupar el càrrec de president de la Diputació d'Alacant tres cops (1901-1903, 1906-1907 i 1909-1911). El 1902 fou nomenat president del sector Demòcrata del Partit Liberal, dirigit per José Canalejas y Méndez, encara que va dimitir del càrrec el 1910, sembla que per motius de salut i per desavinences amb Alfonso de Rojas y Pascual de Bonanza.